# Ourisia prorepens
Ourisia prorepens är en grobladsväxtart som beskrevs av Donald Petrie. Ourisia prorepens ingår i släktet Ourisia och familjen grobladsväxter. Inga underarter finns listade i Catalogue of Life.